# Saison 1986-1987 du Stade quimpérois
 (août 2021).
Si vous disposez d'ouvrages ou d'articles de référence ou si vous connaissez des sites web de qualité traitant du thème abordé ici, merci de compléter l'article en donnant les références utiles à sa vérifiabilité et en les liant à la section « Notes et références ».
Maillots
Chronologie
Saison précédente Saison suivante
La saison 1986-1987 du Stade Quimpérois débute le 8 août 1986 avec la première journée du Championnat de France de Division 2 (Groupe A), pour se terminer le 23 mai 1987 avec la dernière journée de cette compétition.
Le Stade Quimpérois est également engagé en Coupe de France où il atteint le huitième tour (éliminé par le Tours FC).

## Résumé de la saison

### En Division 2
Le club se développe et a comme objectif de rester en D2, pour de bon et ne pas faire l’ascenseur entre la D2 et la D3. Durant le mercato, Goadec, Do Rego, Philippe Levève et Jaffrès sont recrutés. Les ambitions du club sont proches d’être compromises puisque l’équipe de Pierre Garcia ne remporte aucun de ses trois premiers matchs, qui se soldent par deux nuls et une défaite. Après une victoire contre Beauvais, le Stade Quimpérois fait des hauts et des bas dans le classement étant successivement 12e, 6e et 10e du classement. Jusqu’à la 11e journée et une défaite contre l'EA Guingamp, le club joue principalement dans le bas de tableau. L’équipe du Stade Quimpérois obtient alors trois victoires successives et, dès lors, remonte dans le classement pour jouer la montée en D1. Malgré une période avec des résultats un peu moyens, le club repart rapidement et se remet dans la course à la promotion en D1, enchaînant sept matchs sans défaite puis, après une défaite, à nouveau cinq matchs sans défaite. L’équipe termine le championnat, à la 5e place, à cinq points du dernier barragiste, le FC Mulhouse. Malgré une très bonne saison, le public était très peu présent, puisqu’en moyenne, les matchs du SQ à Penvillers ont été suivis par seulement 1 558 spectateurs. En fin de saison, le Stade se retrouve endetté et est menacé d'un dépôt de bilan. Grâce à la constitution d’une société d’économie mixte chargée de gérer la section professionnelle du club, le club évite la faillite. Ce groupe contient des sociétés privées comme le Groupe Leclerc.

### En Coupe de France
Le club commence l'aventure au septième tour par une victoire à Saint-Nazaire contre le club local, trois buts à un. Lors du huitième tour, le club tire le Tours FC, club qui joue dans le même groupe que le SQ. Au Stade de Penvillers, devant 2 215 spectateurs, les Quimpérois s'inclinent après un match haletant, trois buts à deux. Le club est donc éliminé de la CDF avant l'entrée des clubs de Division 1.

## L'effectif de la saison
| Poste | Nat. | Nom                 | Naissance         | Sélection  | Championnat | Championnat | Coupe France | Coupe France | Total Saison | Total Saison |
| Poste | Nat. | Nom                 | Naissance         | Sélection  | M           | But inscrit | M            | But inscrit  | M            | But inscrit  |
| ----- | ---- | ------------------- | ----------------- | ---------- | ----------- | ----------- | ------------ | ------------ | ------------ | ------------ |
| G     | FRA  | Thierry Caby        | 1er avril 1963    | -          | 0           | 0           | 0            | 0            | 0            | 0            |
| G     | FRA  | Alain Wantz         | 11 mai 1962       | -          | 34          | 0           | 0            | 0            | 34           | 0            |
| D     | FRA  | Jean Philippe Viala | 16 novembre 1965  | -          | 26          | 1           | 0            | 0            | 26           | 1            |
| D     | FRA  | Philippe Peru       | 27 octobre 1964   | -          | 10          | 0           | 0            | 0            | 10           | 0            |
| D     | FRA  | Stéphane Gilet      | 16 juin 1964      | -          | 32          | 0           | 0            | 0            | 32           | 0            |
| D     | FRA  | Didier Le Borgne    | 5 juin 1956       | -          | 1           | 0           | 0            | 0            | 1            | 0            |
| D     | FRA  | Florent Phillipe    | 5 août 1965       | -          | 15          | 0           | 0            | 0            | 15           | 0            |
| D     | FRA  | Bruno Creignou      | 19 août 1958      | -          | 8           | 1           | 0            | 0            | 8            | 1            |
| D     | FRA  | Alain Garraud       | 4 août 1961       | -          | 26          | 1           | 0            | 0            | 26           | 1            |
| M     | FRA  | Djamel Tlemçani     | 16 avril 1955     | -          | 18          | 10          | 0            | 0            | 18           | 10           |
| M     | FRA  | Lucien Goadec       | 13 septembre 1961 | -          | 28          | 2           | 0            | 0            | 28           | 2            |
| M     | FRA  | Didier Jaffrès      | 29 octobre 1959   | -          | 29          | 1           | 0            | 0            | 29           | 1            |
| M     | FRA  | Serge Le Dizet      | 27 juin 1964      | -          | 33          | 2           | 0            | 0            | 33           | 2            |
| M     | FRA  | Yves Colleu         | 26 février 1965   | -          | 30          | 1           | 0            | 0            | 30           | 1            |
| A     | LUX  | Robby Langers       | 1er août 1960     | Luxembourg | 33          | 9           | 1            | 0            | 34           | 9            |
| A     | FRA  | Pascal Laguillier   | 30 janvier 1968   | -          | 8           | 2           | 0            | 0            | 8            | 2            |
| A     | FRA  | Bernard Ferrigno    | 24 octobre 1954   | -          | 29          | 8           | 0            | 0            | 29           | 8            |
| A     | FRA  | Hervé Marzin        | 20 juin 1966      | -          | 1           | 0           | 0            | 0            | 1            | 0            |
| A     | BEN  | Sadou Do Rego       | 5 février 1960    | -          | 10          | 2           | 0            | 0            | 10           | 2            |
| A     | FRA  | Philippe Levève     | 26 mars 1964      | -          | 32          | 11          | 0            | 0            | 32           | 11           |

## Les rencontres de la saison

### Liste
| Match | Date         | Compétition     | Tour    | Adversaire       | Lieu ¹ | Score | Affluence |
| ----- | ------------ | --------------- | ------- | ---------------- | ------ | ----- | --------- |
| 1     | 8 août       | Division 2      | 1       | Tours            | E      | 1-1   | 6 630     |
| 2     | 16 août      | Division 2      | 2       | Saint-Dizier     | D      | 1-1   | 1 363     |
| 3     | 20 août      | Division 2      | 3       | Angers           | E      | 0-2   | 5 233     |
| 4     | 23 août      | Division 2      | 4       | Beauvais         | D      | 4-1   | 922       |
| 5     | 27 août      | Division 2      | 5       | Amiens           | E      | 0-0   | 2 027     |
| 6     | 30 août      | Division 2      | 6       | Mulhouse         | D      | 1-1   | 1 563     |
| 7     | 6 septembre  | Division 2      | 7       | Red Star         | E      | 2-1   | 830       |
| 8     | 13 septembre | Division 2      | 8       | La Roche-sur-Yon | E      | 1-3   | 2 788     |
| 9     | 16 septembre | Division 2      | 9       | Niort            | D      | 0-2   | 2 082     |
| 10    | 20 septembre | Division 2      | 10      | Reims            | E      | 3-0   | 5 676     |
| 11    | 26 septembre | Division 2      | 11      | Guingamp         | D      | 1-3   | 4 513     |
| 12    | 3 octobre    | Division 2      | 12      | Abbeville        | E      | 3-1   | 1 849     |
| 13    | 10 octobre   | Division 2      | 13      | Valenciennes     | D      | 1-0   | 1 248     |
| 14    | 14 novembre  | Division 2      | 14      | Dunkerque        | E      | 2-0   | 1 500     |
| 15    | 21 octobre   | Division 2      | 15      | Strasbourg       | D      | 2-2   | 1 570     |
| 16    | 25 octobre   | Division 2      | 16      | Caen             | E      | 0-3   | 3 318     |
| 17    | 31 octobre   | Division 2      | 17      | Orléans          | D      | 0-0   | 1 047     |
| 18    | 7 novembre   | Division 2      | 18      | Saint-Dizier     | E      | 1-1   | 2 305     |
| 19    | 15 novembre  | Division 2      | 19      | Angers           | D      | 2-0   | 1 355     |
| 20    | 21 novembre  | Division 2      | 20      | Beauvais         | E      | 2-2   | 4 120     |
| 21    | 29 novembre  | Division 2      | 21      | Amiens           | D      | 3-0   | 2 403     |
| 22    | 6 décembre   | Division 2      | 22      | Mulhouse         | E      | 1-1   | 3 000     |
| 23    | 13 décembre  | Division 2      | 23      | Red Star         | D      | 4-1   | 1 762     |
| 24    | 23 décembre  | Coupe de France | 7e tour | Saint-Nazaire    | E      | 3-1   | 1 379     |
| 25    | 1er mars     | Coupe de France | 8e tour | Tours            | D      | 2-3   | 2 215     |
| 26    | 6 mars       | Division 2      | 24      | La Roche-sur-Yon | D      | 1-1   | 827       |
| 27    | 14 mars      | Division 2      | 25      | Niort            | E      | 0-3   | 8 000     |
| 28    | 28 mars      | Division 2      | 26      | Reims            | D      | 1-0   | 1 287     |
| 29    | 4 avril      | Division 2      | 27      | Guingamp         | E      | 2-1   | 3 004     |
| 29    | 11 avril     | Division 2      | 28      | Abbeville        | D      | 0-0   | 1 215     |
| 31    | 17 avril     | Division 2      | 29      | Valenciennes     | E      | 1-1   | 2 416     |
| 32    | 25 avril     | Division 2      | 30      | Dunkerque        | D      | 2-0   | 1 244     |
| 33    | 1er mai      | Division 2      | 31      | Strasbourg       | E      | 2-0   | 1 500     |
| 34    | 10 mai       | Division 2      | 32      | Caen             | D      | 0-1   | 1 600     |
| 35    | 16 mai       | Division 2      | 33      | Orléans          | E      | 1-1   | 1 353     |
| 36    | 23 mai       | Division 2      | 34      | Tours            | D      | 3-2   | 1 201     |

- 1 N : terrain neutre ; D : à domicile ; E : à l'extérieur ; drapeau : pays du lieu du match international

### Affluence
L'affluence à domicile du Stade Quimpérois atteint un total :
- de 27 202 spectateurs en 17 rencontres de Division 2, soit une moyenne de 1 600/match.
- de 2 215 spectateurs en une rencontre de Coupe de France, soit une moyenne de 2 215/match.
- de 29 417 spectateurs en 18 rencontres au total, soit une moyenne de 1 634/match.

Affluence du Stade Quimpérois à domicile

## Bilan des compétitions
| Compétition     | Vainqueur final       | Débute au tour | Place ou tour final | Première rencontre | Dernière rencontre | Nombre |
| --------------- | --------------------- | -------------- | ------------------- | ------------------ | ------------------ | ------ |
| Division 2      | Chamois niortais      | 1re journée    | 5e du Groupe A      | 8 août 1986        | 23 mai 1987        | 34     |
| Coupe de France | Girondins de Bordeaux | 7e tour        | 8e tour             | 23 décembre 1986   | 1er mars 1987      | 2      |

### Division 2 - Groupe A

#### Classement
| Rang | Équipe    | Pts | J  | G  | N  | P  | Bp | Bc | Diff |
| ---- | --------- | --- | -- | -- | -- | -- | -- | -- | ---- |
| 2    | Caen      | 48  | 34 | 21 | 6  | 7  | 62 | 30 | +32  |
| 3    | Mulhouse  | 46  | 34 | 16 | 14 | 4  | 54 | 29 | +25  |
| 4    | Reims     | 43  | 34 | 18 | 7  | 9  | 53 | 34 | +19  |
| 5    | Quimper   | 41  | 34 | 14 | 13 | 7  | 48 | 36 | +12  |
| 6    | Beauvais  | 38  | 34 | 15 | 8  | 11 | 47 | 39 | +8   |
| 7    | Tours     | 35  | 34 | 11 | 13 | 10 | 37 | 36 | +1   |
| 8    | Dunkerque | 33  | 34 | 12 | 9  | 13 | 33 | 41 | -8   |

#### Résultats
| Total  | Total  | Total | Total | Total | Total | Total | Total | Domicile | Domicile | Domicile | Domicile | Domicile | Domicile | Extérieur | Extérieur | Extérieur | Extérieur | Extérieur | Extérieur |
| Matchs | Points | V     | N     | D     | BP    | BC    | Diff. | V        | N        | D        | BP       | BC       | Diff.    | V         | N         | D         | BP        | BC        | Diff.     |
| ------ | ------ | ----- | ----- | ----- | ----- | ----- | ----- | -------- | -------- | -------- | -------- | -------- | -------- | --------- | --------- | --------- | --------- | --------- | --------- |
| 34     | 41     | 14    | 13    | 7     | 48    | 36    | +12   | 8        | 6        | 3        | 26       | 15       | +11      | 6         | 7         | 4         | 22        | 21        | +1        |

#### Résultats par journée
| Journée   | 01 | 02 | 03 | 04 | 05 | 06 | 07 | 08 | 09 | 10 | 11 | 12 | 13 | 14 | 15 | 16 | 17 | 18 | 19 | 20 | 21 | 22 | 23 | 24 | 25 | 26 | 27 | 28 | 29 | 30 | 31 | 32 | 33 | 34 |
| --------- | -- | -- | -- | -- | -- | -- | -- | -- | -- | -- | -- | -- | -- | -- | -- | -- | -- | -- | -- | -- | -- | -- | -- | -- | -- | -- | -- | -- | -- | -- | -- | -- | -- | -- |
| Terrain   | E  | D  | E  | D  | E  | D  | E  | E  | D  | E  | D  | E  | D  | E  | D  | E  | D  | E  | D  | E  | D  | E  | D  | D  | E  | D  | E  | D  | E  | D  | E  | D  | E  | D  |
| Résultats | N  | N  | D  | V  | N  | N  | V  | D  | D  | V  | D  | V  | V  | V  | N  | D  | N  | N  | V  | N  | V  | N  | V  | N  | D  | V  | V  | N  | N  | V  | V  | D  | N  | V  |
| Points    | 1  | 2  | 2  | 4  | 5  | 6  | 8  | 8  | 8  | 10 | 10 | 12 | 14 | 16 | 17 | 17 | 18 | 19 | 21 | 22 | 24 | 25 | 27 | 28 | 28 | 30 | 32 | 33 | 34 | 36 | 38 | 38 | 39 | 41 |
| Place     | 9  | 10 | 16 | 8  | 8  | 9  | 6  | 8  | 14 | 9  | 11 | 9  | 5  | 5  | 6  | 7  | 7  | 8  | 6  | 5  | 5  | 5  | 5  | 5  | 5  | 5  | 5  | 5  | 5  | 5  | 5  | 5  | 5  | 5  |

Source : Liste des rencontres

Terrain : D = Domicile ; E = Extérieur. Résultat: D = Défaite ; N = Nul ; V = Victoire.